# 浦添市民球場
浦添市民球場（うらそえしみんきゅうじょう）は、沖縄県浦添市仲間の浦添運動公園内にある野球場。施設は浦添市が所有し、運営管理も浦添市が行っている。また東京ヤクルトスワローズが春季キャンプに使用している。

## 歴史
- 1996年3月、開場。
- 1997年には日本ハムファイターズが二軍の春季キャンプを実施した。
- 2000年からはヤクルトスワローズが春季キャンプ地として使用しており、市民球場ではキャンプ最終週にオープン戦が1～2試合開催される。
- 2018年10月1日 - 浦添運動公園の全日本空輸による命名権取得に伴い「ANA BALL PARK浦添」の愛称を導入。
- 2022年からは野球のトライアウトリーグ「ジャパンウィンターリーグ」の会場としても使用されている。

## 施設概要
- グラウンド面積:13,284.8m2
- 両翼：98m、中堅：122m
- 内野：黒土、外野：天然芝
- 収容人数：14,499人
- 照明設備：なし（将来的には設置の予定で、スタンド内に土台の部分が確保されている）
- スコアボード：当初はパネル式だったが2013年2月に電光化された。LED方式で、簡易フリーボード型となっている。

## 交通

### モノレール
- 沖縄都市モノレール線（ゆいレール）の「浦添前田駅」から徒歩20分程度。

### 路線バス
- 浦添運動公園#路線バスを参照。

### 車
- 那覇市中心部より当球場へは国道330号線経由、乗用車で約30分。（浦添運動公園駐車場を使用時。）